# Giulio Bargellini
Giulio Bargellini (Firenze, 14 febbraio 1875 – Roma, 10 marzo 1936) è stato un pittore italiano.

## Biografia
Frequentò l'Accademia di belle arti di Firenze. Nel 1895 realizzò Il ritorno dei naufraghi (oggi nella National Art Gallery di Sydney) e successivamente Resurrezione e il Savonarola, oggi nella Galleria d'arte moderna di Roma. A lui si deve la decorazione nella cappella privata della villa Targioni, poi Peragallo, a Calenzano.
Raggiunse la notorietà vincendo il concorso per le lunette in mosaico per il propileo dell'Unità nel Vittoriano: la Legge, il Valore, la Pace, l'Unione. Sempre al Vittoriano, sono suoi i disegni dei mosaici nella cripta, tra i quali il Cristo morente sulla parete che sovrasta il loculo. Presso le Terme Tettuccio di Montecatini Terme, all'interno della Sala del Caffè, splendido ambiente in stile Belle Époque che mantiene inalterato tutto il fascino del primo Novecento, sono presenti suoi raffinati affreschi allegorici assieme ad importanti opere pittoriche di Maria Biseo e Giuseppe Moroni, riproducenti i paesaggi bucolici delle antiche terme. 
A Roma realizzò anche le decorazioni del palazzo della Banca d'Italia, del palazzo di Giustizia, del palazzo dell'Istituto nazionale delle Assicurazioni, del ministero degli Interni, e nella chiesa di Santa Prassede fu autore della decorazione a fresco e dei mosaici della Cappella di San Giovanni Gualberto (1933).
Morì a Roma il 10 marzo 1936, mentre era impegnato nell'elaborazione dei cartoni per la cattedrale di Messina.
È sepolto nel cimitero di Calenzano.

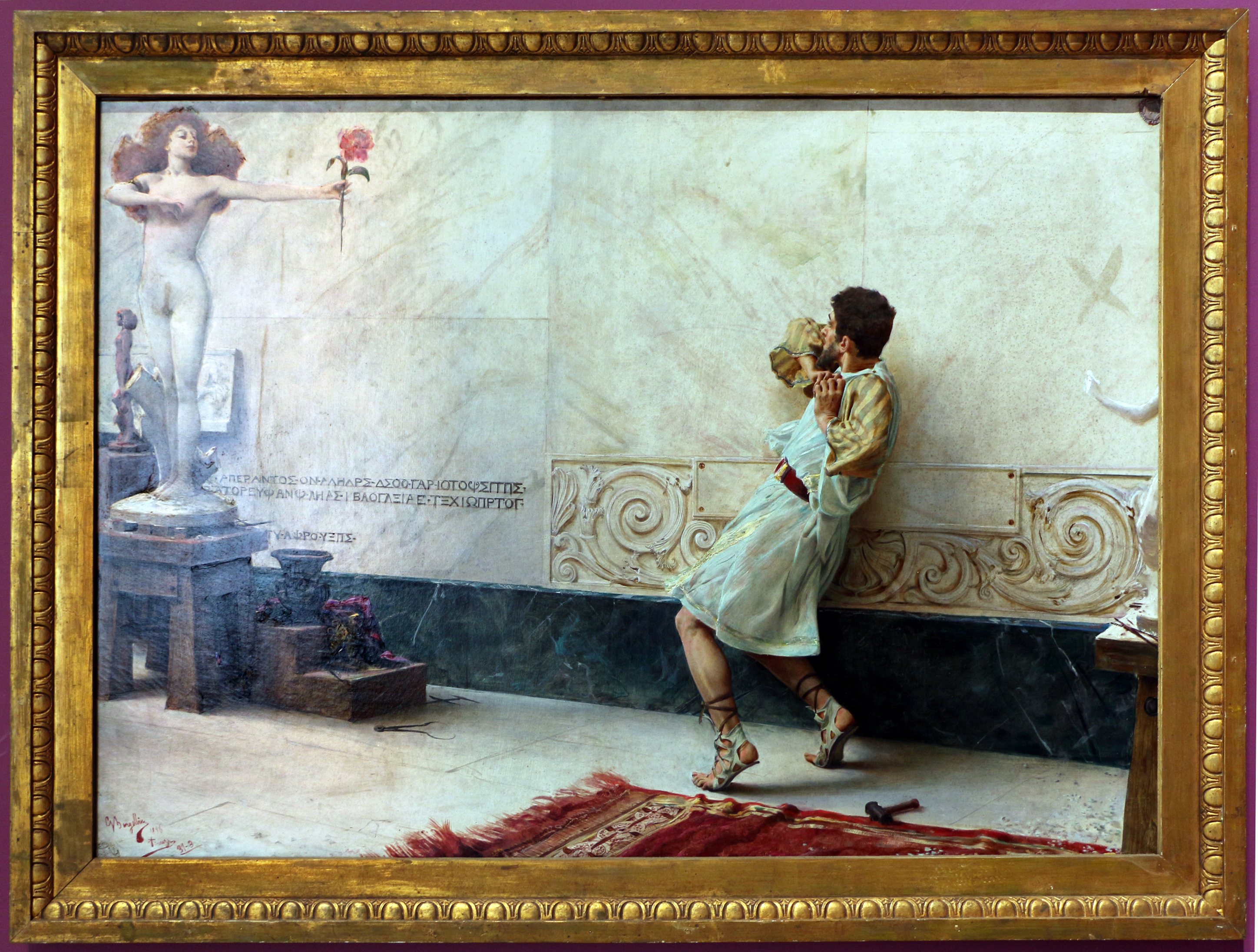
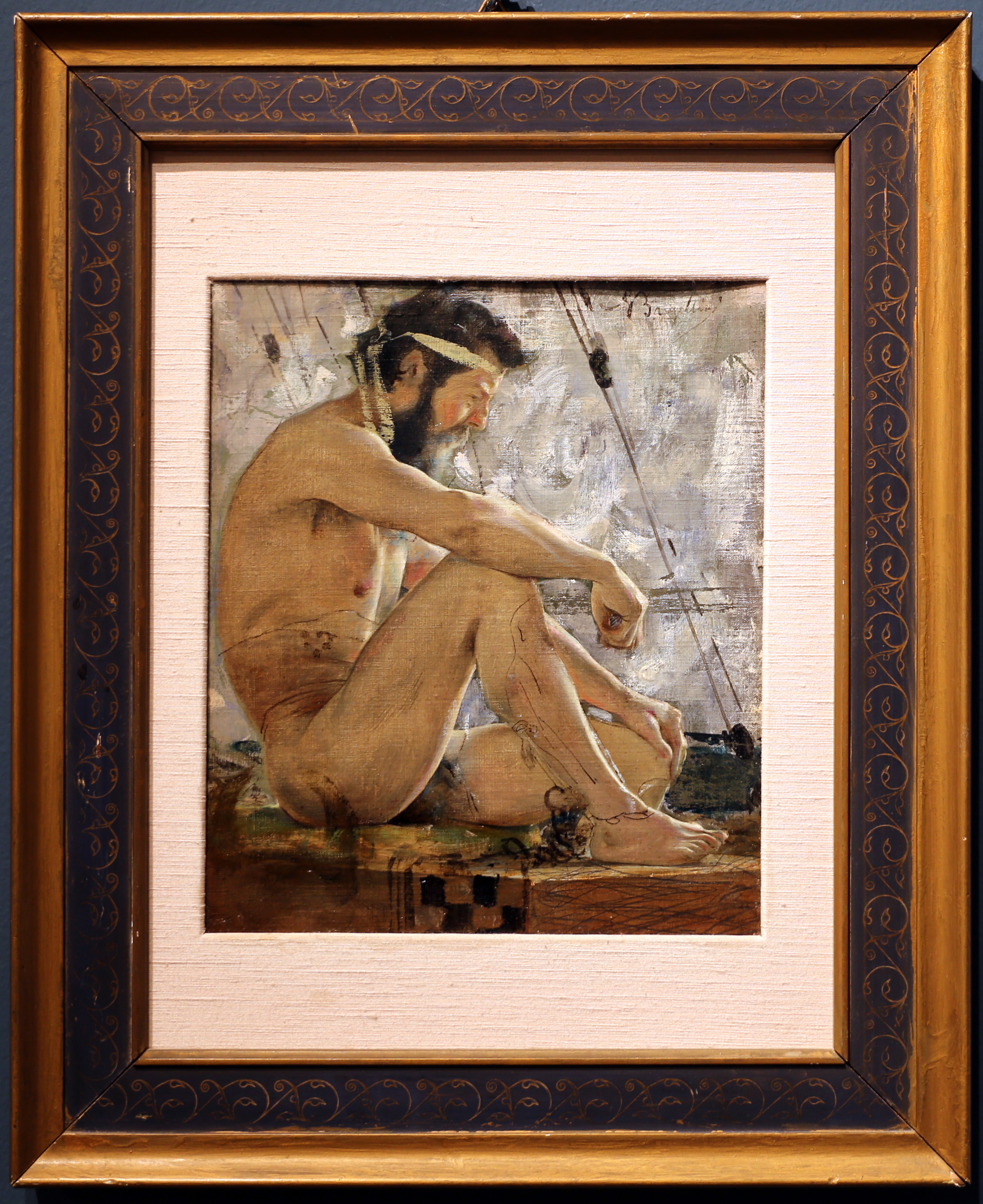
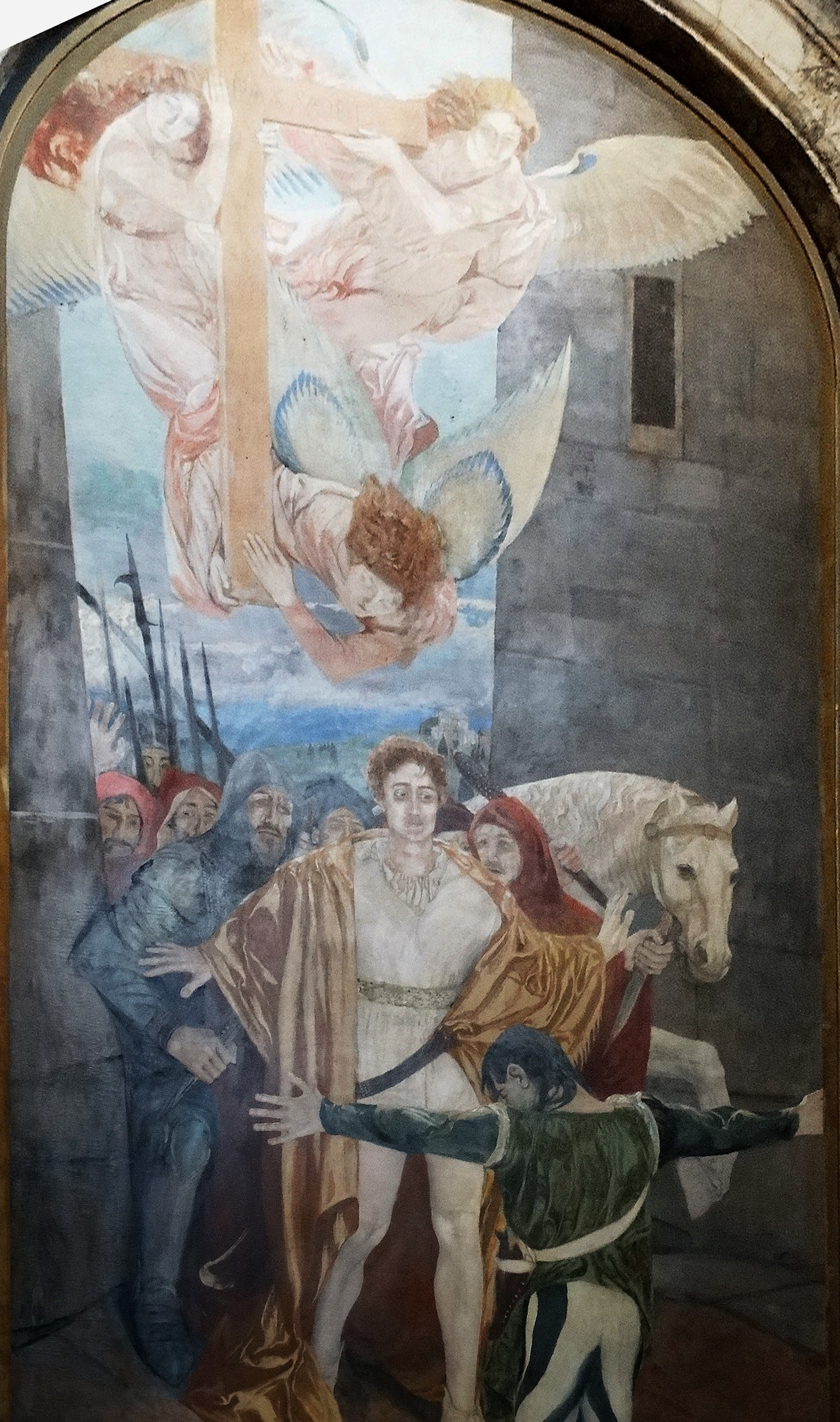